# Ryan Westley
Ryan Westley (Exeter, 19 agosto 1993) è un canoista britannico, specializzato nella disciplina dello slalom.

## Biografia
Suo padre è stato un canoista ed ha gareggiato in Canoa slalom Division 2. Lo zio è stato campione britannico di parapendio.
Ha iniziato a praticare la canoa nel 1996 sul fiume Axe nella contea di Somerset in Inghilterra. E' allenato da Mark Ratcliffe.
In carriera si è aggiudicato due medaglie d'argento e due di bronzo ai campionati mondiali di canoa/kayak slalom. È stato campione europeo agli europei di Praga 2018 nel C1 individuale.

## Palmarès
- Mondiali

Londra 2015: bronzo nel C1;
Pau 2017: argento nel C1 a squadre;
Rio de Janeiro 2018: argento nel C1; bronzo nel C1 a squadre;
- Europei

Markkleeberg 2015: bronzo nel C1 a squadre;
Liptovský Mikuláš 2017: bronzo nel C1 a squadre;
Praga 2018: oro nel C1;